# 염지영
염지영(1984년 7월 10일 ~ )은 대한민국의 배우이다.

## 학력
- 양천여자고등학교
- 한국예술종합학교 연극원 연기과 학사

## 연기 활동

### 드라마
- 2008년 KBS2 단막극 《KBS 드라마시티 - Call》 ... 지숙 역
- 2008년 E채널 《기담전설 - 탐욕의 덫》 ... 여대생 역
- 2012년 tvN 월화드라마 《아이 러브 이태리》 ... 빛나 역
- 2014년 OCN 일요드라마 《리셋》 ... 이영나 역
- 2016년 OCN 일요드라마 《뱀파이어 탐정》 ... 최선영 역
- 2016년 SBS 아침연속극 《사랑이 오네요》 ... 김숙희 역
- 2017년 tvN 수목드라마 《크리미널 마인드》 ... 박가연 역
- 2017년 tvN 단막극 《드라마 스테이지 - 소풍 가는 날》 ... 은지의 어머니 역
- 2018년 JTBC 월화드라마 《미스 함무라비》 ... 윤지영 역
- 2018년 MBN 수목드라마 《마녀의 사랑》
- 2018년 SBS 주말특별기획  《미스 마: 복수의 여신》
- 2018년 JTBC 금토드라마 《제3의 매력》
- 2019년 Netflix 드라마 《좋아하면 울리는》 … 조조의 어머니 역
- 2020년 채널A 금토드라마 《터치》
- 2020년 tvN 수목드라마 《메모리스트》
- 2020년 SBS 금토드라마 《날아라 개천용》 … 임지영 역
- 2022년 tvN 수목드라마 《월수금화목토》 … 오 차장 역
- 2023년 SBS 금토드라마 《7인의 탈출》
- 2024년 SBS 금토드라마 《7인의 탈출 시즌2》

### 영화
- 2010년 《타인의 집》
- 2011년 《멋진 인생》 ... 기자 역
- 2011년 《하얀나비》 ... 여배우 1 역
- 2013년 《더 웹툰: 예고살인》 ... 기자 역
- 2013년 《노브레싱》 ... 영어선생 역
- 2013년 《캐치미》 ... 취재기자 2 역
- 2014년 《표적》 ... 유현영 역
- 2015년 《뷰티 인사이드》 ... 마마 여자 손님 역
- 2019년 《증인》 ... 고등학교 담임선생님 역
- 2019년 《첫잔처럼》 ... 이 과장 역
- 2021년 《더블패티》 ... 주원의 어머니 역
- 2023년 《3일의 휴가》 ... 은희 역

### 연극
- 2006년 《사랑은 아침햇살》
- 2007년 《뉴 보잉보잉》
- 2007년 《광수생각》
- 2007년 《러브스토리》 ... 민경 역
- 2008년 《백설공주를 사랑한 난장이》 ... 백설공주 역
- 2010년 《잇츠유》 ... 한성미 역
- 2011년 《발칙한 로맨스》 ... 수지 역